# فرودگاه پورت گراهام
 فرودگاه پورت گراهام (به انگلیسی: Port Graham Airport) یک فرودگاه همگانی با کد یاتا PGM است که یک باند فرود شن و خاک دارد و طول باند آن ۶۰۲ متر است. این فرودگاه در کشور ایالات متحده آمریکا قرار دارد و در ارتفاع ۲۸ متری از سطح دریا واقع شده است.